# Operações em profundidade
Operações em profundidade também conhecida como Batalha Profunda Soviética (em russo:  Глубокая операция, glubokaya operatsiya) foi um princípio que enfatizava destruir, suprimir ou desorganizar as forças inimigas não só na linha de contato, mas em toda a profundidade do campo de batalha. Foi uma teoria militar desenvolvida pela União Soviética para as suas forças armadas durante os anos 1920 e 1930 por Vladimir Triandafillov, um influente escritor militar, que se esforçou para criar uma estratégia com sua própria técnica e táticas operacionais especializadas. O conceito de operações profundas foi uma estratégia nacional, adaptada à posição econômica, cultural e geopolítica da União Soviética. Após várias falhas ou derrotas na Guerra Russo-Japonesa, Primeira Guerra Mundial e Guerra Polaco-Soviética, o Alto Comando Soviético (Stavka) se concentrou no desenvolvimento de novos métodos para a condução da guerra. Esta nova abordagem considerou a estratégia militar e as táticas, mas também introduziu um novo nível intermediário de arte militar: as operações.